# Brachypimpla latipetiolator
Brachypimpla latipetiolator är en stekelart som först beskrevs av Tohru Uchida 1935.  Brachypimpla latipetiolator ingår i släktet Brachypimpla och familjen brokparasitsteklar. Inga underarter finns listade.